# Освіта (меморіальний вітраж "Читтенден")
Освіта - це вітраж виготовлений компанією Tiffany Glass та Луї Комфортом Тіффані при будівництві Читтенденського залу Єльського університету (тепер замок Linsly-Chittenden Hall), що фінансувався Симеоном Болдуіном Читтенденом. На фресці є персоніфікації мистецтва, науки, релігії, і музики , як ангелів. Інші ангельські істоти, пов'язані з перевагами, цінностей та ідей, кожен з яких виділяється словами в їхніх німбах.

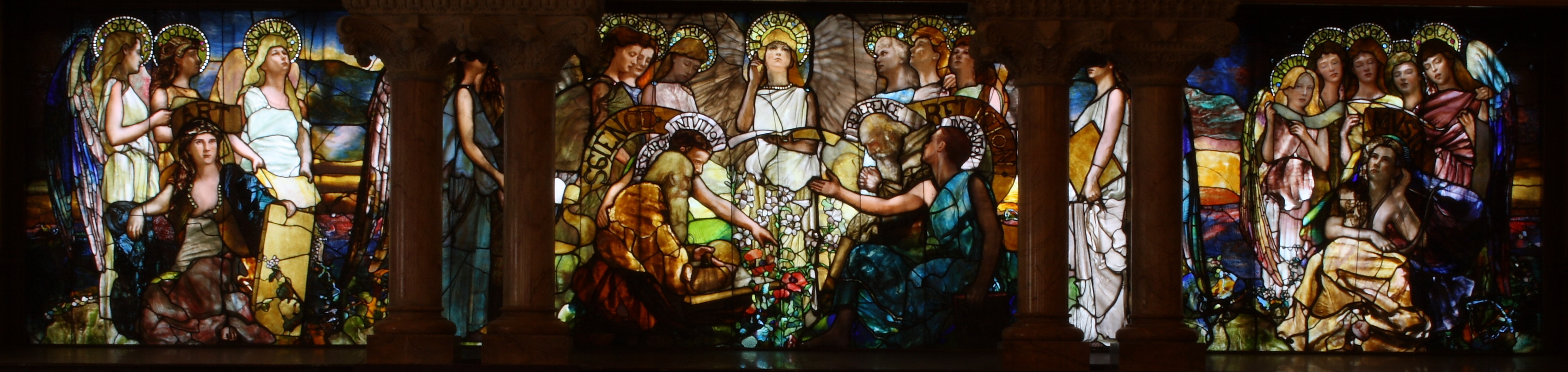
Освіта, 1890, авор - Луїс Комфорт Тіффані і його Студія

Він супроводжується бронзовою наліткою, яка стверджує, що вітраж був призначений для вшанування пам'яті дочки донора з наміром ілюструвати біблійну цитату: "	
Дім будується мудрістю, і розумом ставиться міцно. А через пізнання кімнати наповнюються усіляким маєтком цінним та приємним."

## Деталі

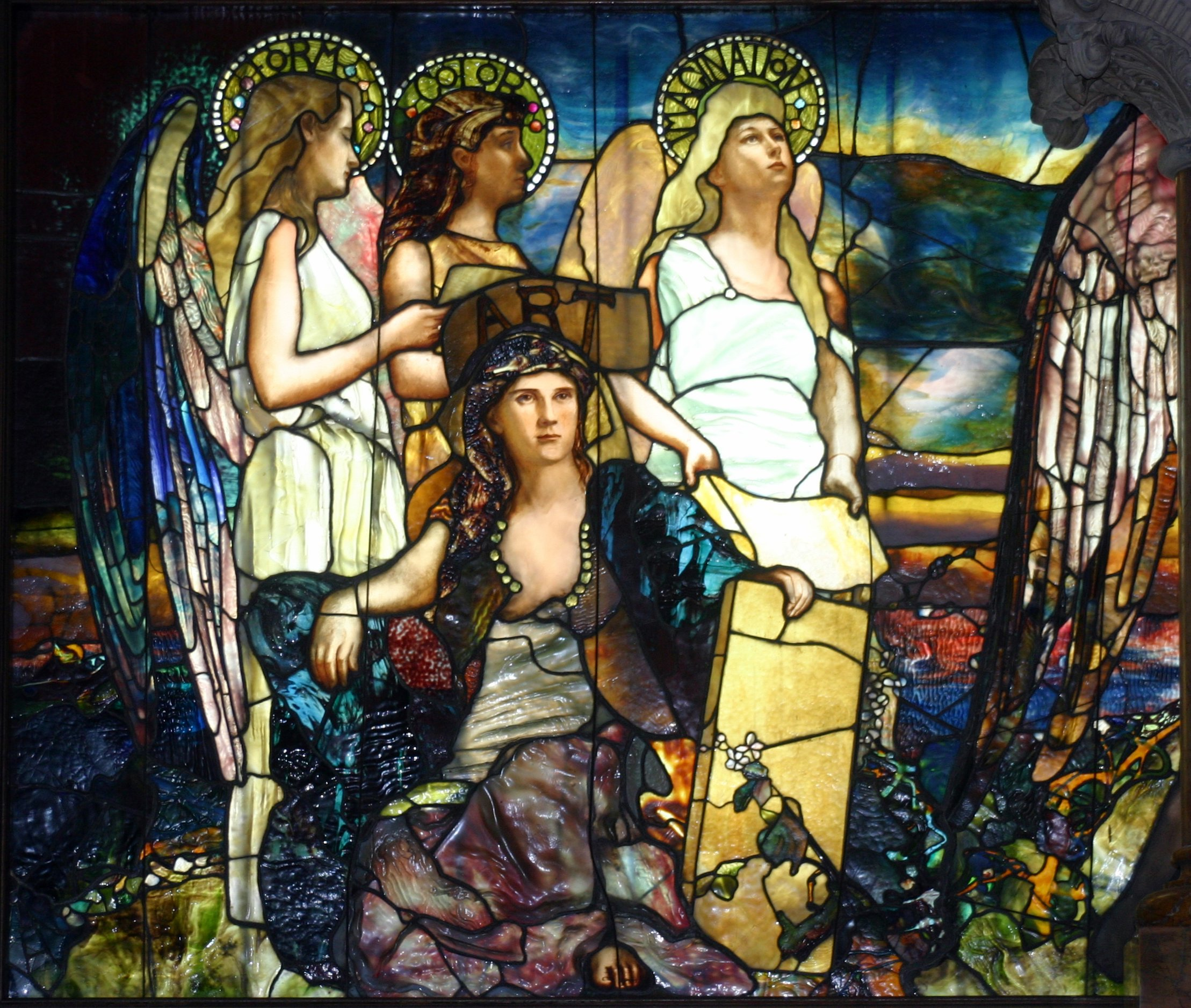
У лівій частині ангели які символізують форму, колір і уяву.
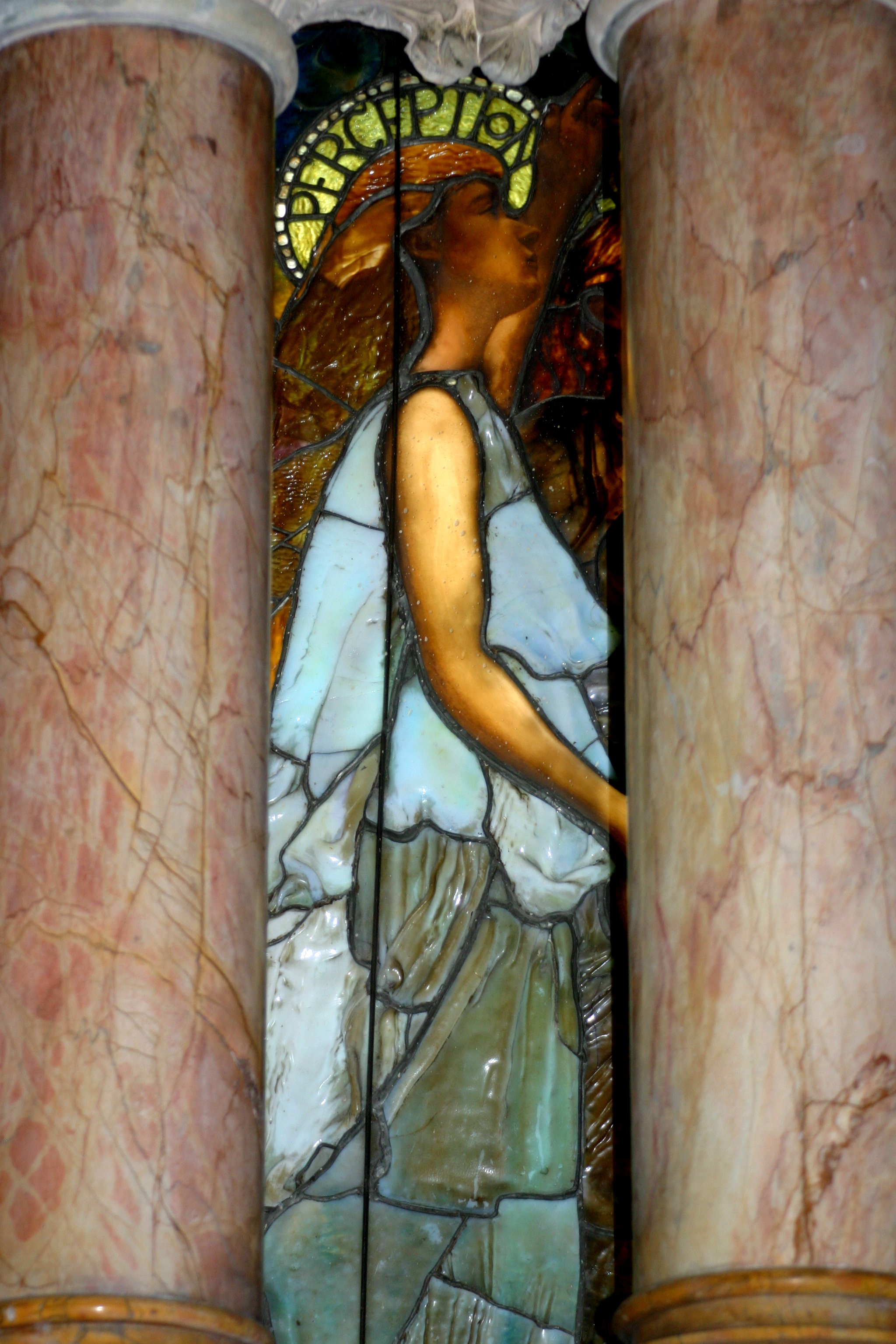
Ангел сприйняття
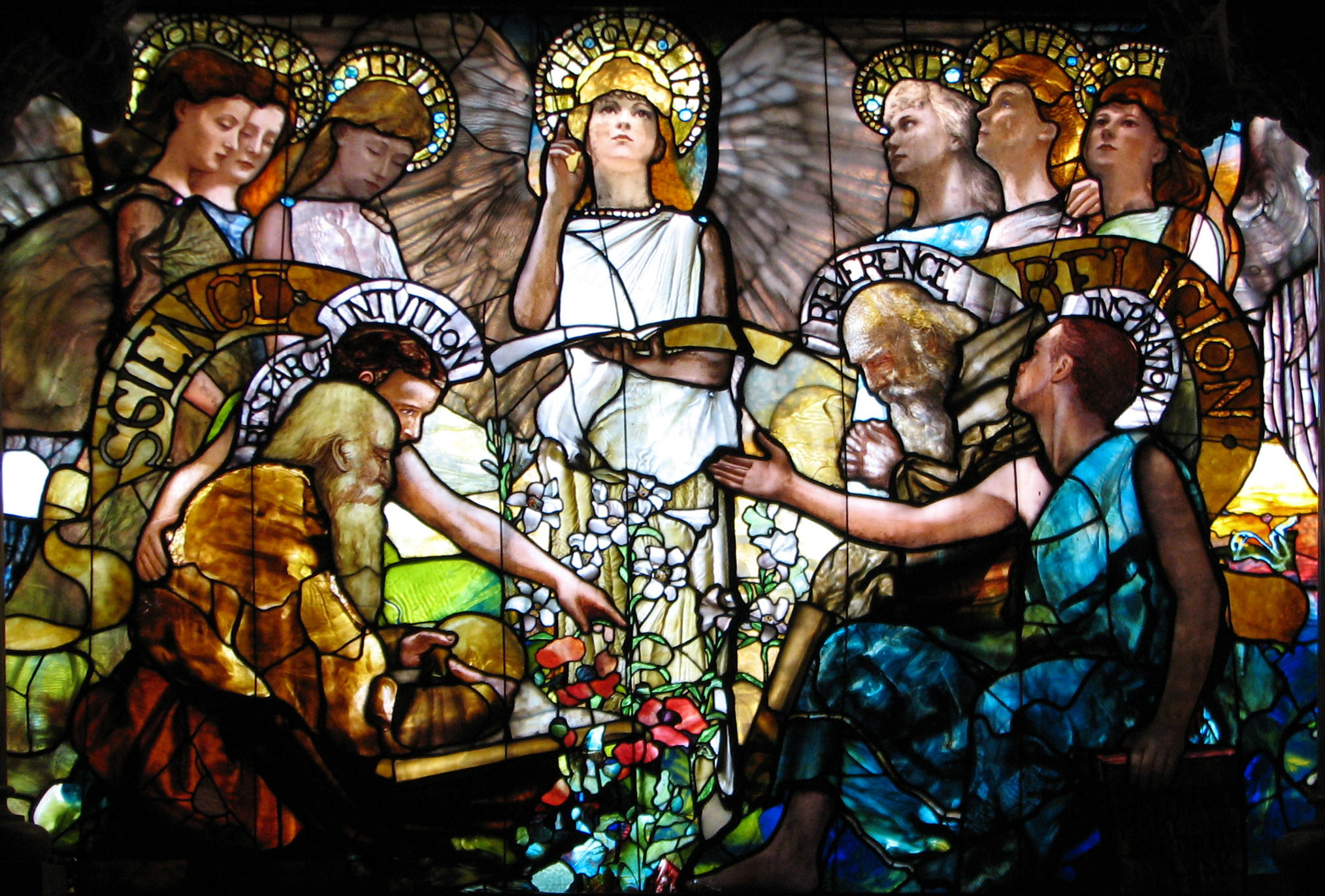
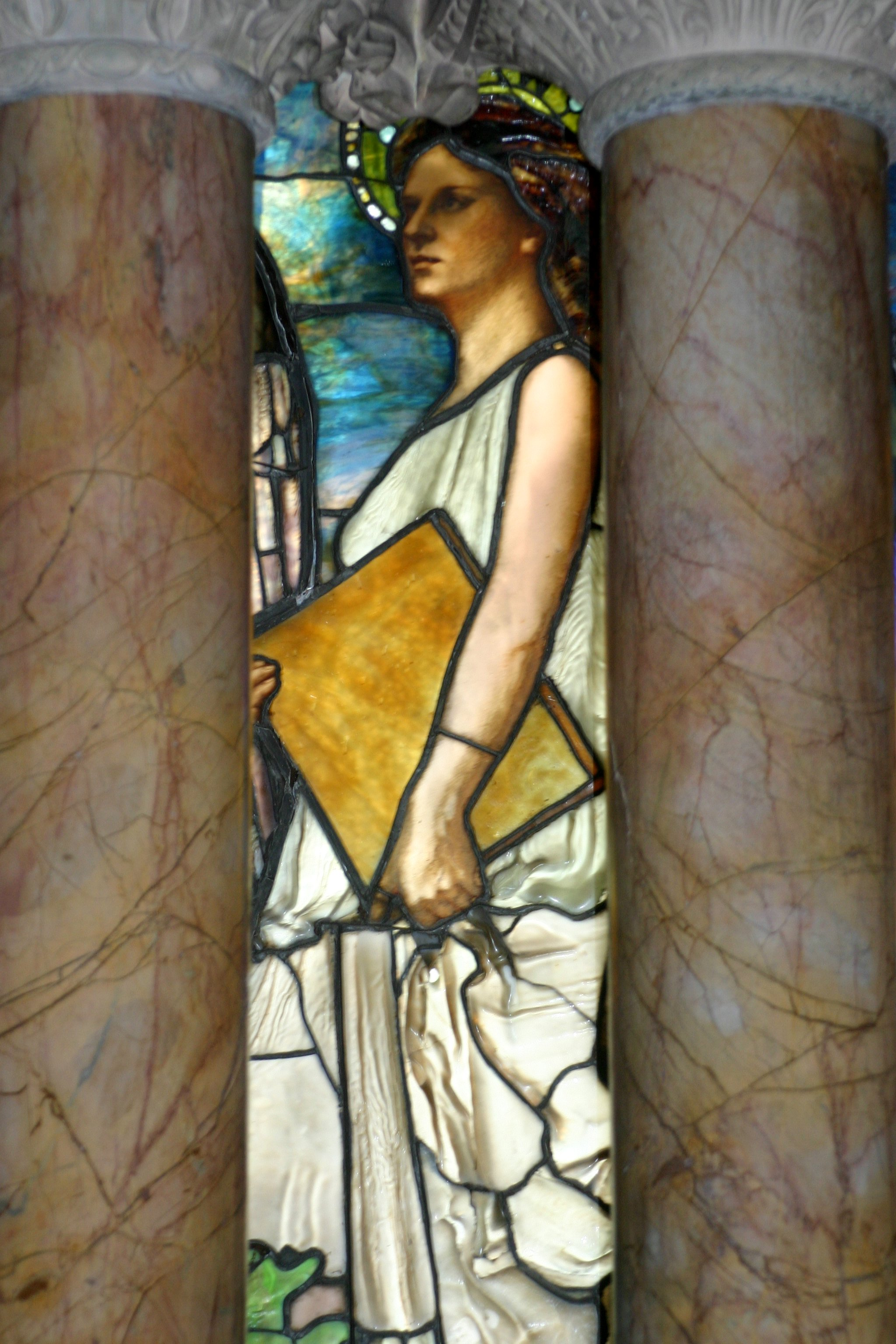
Один з двох ангелів, що з'єднує музику і релігію інший за колоною.
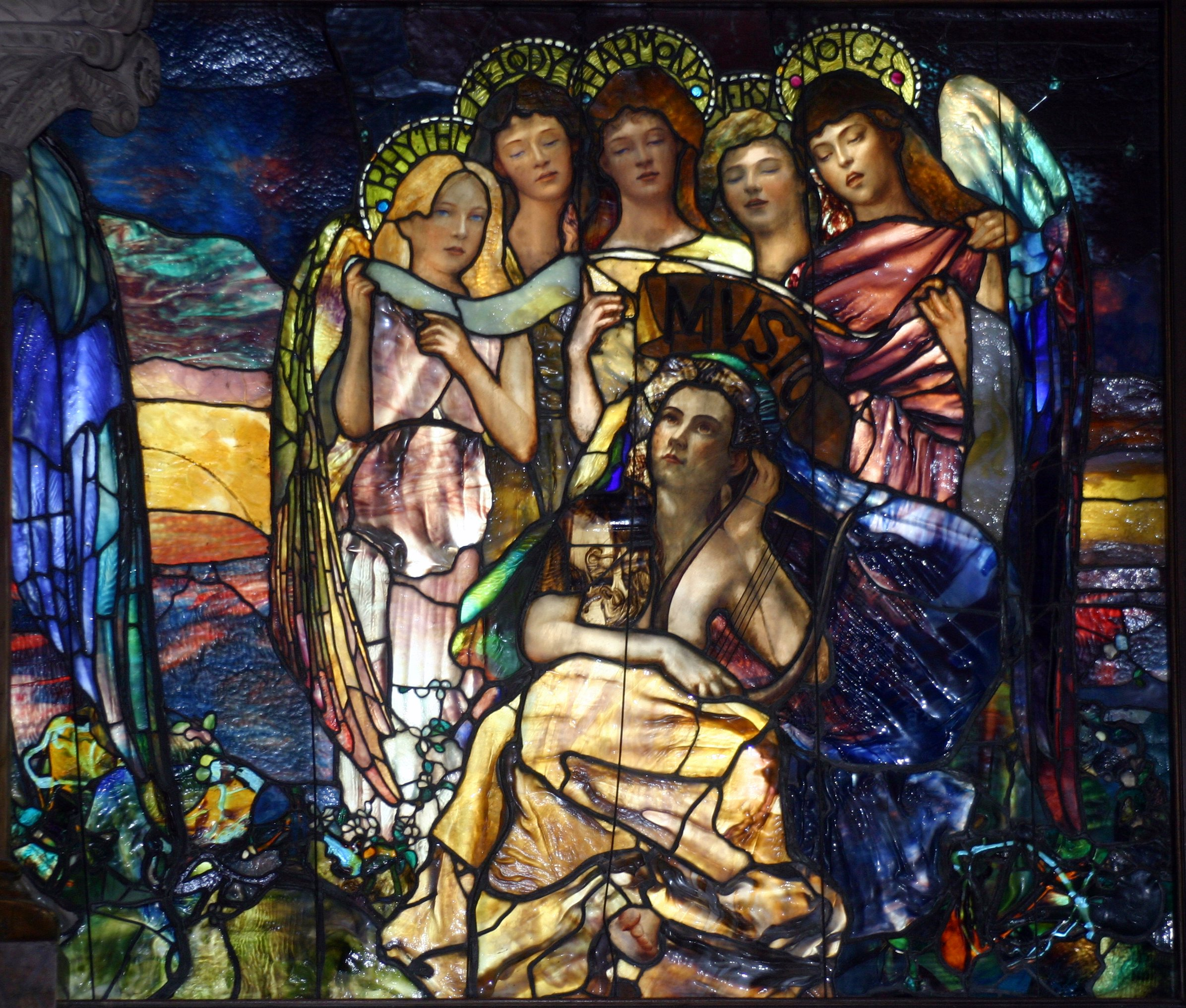
У правій частині ангели що уособлюють музику, ритм, мелодію, гармонію, вірш, і голос.